# Augyles hispidulus
Augyles hispidulus là một loài bọ cánh cứng trong họ Heteroceridae. Loài này được Kiesenwetter miêu tả khoa học đầu tiên năm 1843.